# Conner Bleackley
Conner Bleackley, född 7 februari 1996 i High River, Alberta, är en kanadensisk professionell ishockeyspelare som spelar för San Antonio Rampage i American Hockey League.